# 韩仁和

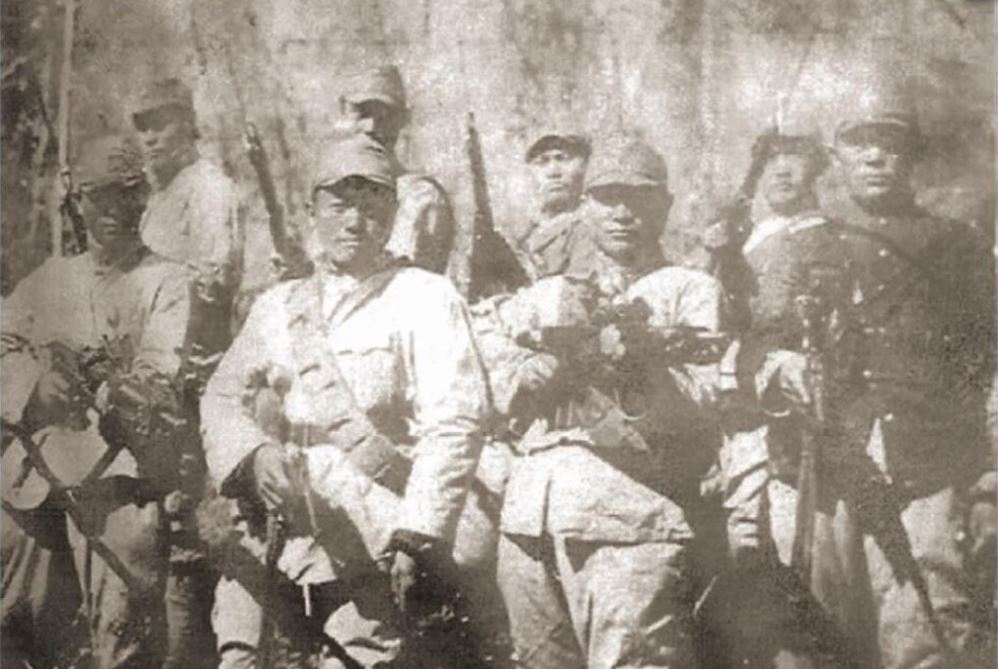
韩仁和（前排左二）与抗联第一路军挺进桓仁

韩仁和（1913年—1941年3月13日），朝鲜族，东北抗日联军一路军总司令部参谋兼警卫旅政委，2015年8月入选著名抗日英烈、英雄群体名录。

## 早年生涯
1913年，韩仁和出生于吉林省永吉县乌拉街（今吉林市龙潭区乌拉街满族镇），高小毕业，1926年加入东北军。1931年九一八事变后，韩仁和所在部队被改编为吉林警备第五旅步兵第十四团追击炮连。1933年，中共地下党员曹国安、宋铁岩等人潜入追击炮连从事兵运，并于同年5月28日发起哗变。当时是班长的韩仁和率全班战士呼应。哗变部队后在磐石县玻璃河套根据地与南满游击队会师，被改编为南满游击队追击炮大队。韩仁和任班长。同年8月，他加入了中国共产党。:272-273:497-498:195
1933年，东北人民革命军第一军独立师成立后，韩仁和由于文笔好，能写一手漂亮的毛笔字，被任命为师部秘书。1934年11月，东北人民革命军第一军成立后，韩仁和升任军部秘书长。1935年农历10月，他截听到邵本良部队押运给养的电话。一军根据他提供的情报缴获了40车越冬物资。1936年春，东北人民革命军第一军改编为抗日联军第一军，韩仁和仍任军部秘书长，并被选为党委委员:63-64:273。1937年7月16日，韩仁和在黄土岗子战斗中，左眼和左手负伤，但他坚持不下火线。同年10月31日，他指挥部队袭击了宽甸县双山子和四平街的日军，击毙水出大队长和陆岛小队长在内的40余人。同年12月初，他带队攻打了桓仁县大雅河口，缴获五六千斤大米，为部队解决了冬季给养:275:252:196。
1938年3月，韩仁和配合杨靖宇袭击了日军梅（河口）至辑（安）铁路老岭隧道工地。韩仁和率突击队和几名会日语的朝鲜族战士乔装成关东军守备军，潜入工地内部，与外部杨靖宇的部队里应外合炸毁了岭隧道，消灭所有工地日军，解放中国劳工500余名，使日军铁路工程停工两个月，时称“老岭事件”:65。

## 警卫旅政委
1938年5月，抗联一路军和南满省委在辑安老岭召开高干会议，决定从一军一、二师抽出部分兵力补充三师，再次西征，并任命韩仁和为三师政委。不过由于一军一师第三任师长程斌叛变，该计划被取消。同年7月，第二次老岭会议决定暂缓第二次西征，主力部队撤离辑安老岭，向桦甸、濛江山区转移，并将第一路军改编为三个方面军和一个警卫旅。韩仁和任一路军总司令部参谋兼警卫旅政委（警卫旅长未到任，实为一人任两职）。:275-276:499:196-197
1938年末，杨靖宇和韩仁和的部队在桦甸县柳树河子遭到500余名靖安军的追随。根据情报，靖安军计划在午夜1点偷袭一军。杨靖宇与韩仁和决定先发制人，组织突击队午夜袭击靖安军。突击队按10人分组，分头攻击靖安军每个帐篷。韩仁和率少年营攻击了第一个帐篷。毫无防备的靖安军在此次战斗中伤亡严重。一路军总司令部取得转移桦、濛山区后的首次大捷。:276:197
1939年，抗联进入非常艰难的阶段，但韩仁和率警卫旅还是取得了缴获30多挺轻重机枪、3000多支步枪，数百支手枪，20多万发子弹，以及大量粮食物资的战绩。1939年末至1940年初，日军重金悬赏捉拿杨靖宇。1940年1月6日，为帮助一路军总司令部脱险，韩仁和率60余名警卫旅战士祥作杨靖宇主力部队，冲出重围北上桦甸，使一路军总司令部得以在濛江县山区隐蔽下来。不过1月21日，警卫旅一团参谋丁守龙被捕叛变后，日军开始对杨靖宇的司令部大规模围剿。同年2月23日，杨靖宇在战斗中牺牲。此后，韩仁和率部在五常、穆棱、汪清、延吉等地继续坚持游击战。1941年3月13日，韩仁和与9名战士在宁安县与日军遭遇，因寡不敌众牺牲，时年28岁。:277-280:499-500